# Райнпрехт, Кати
Катрин (Кати) Райнпрехт (англ. Katherine (Katie) Reinprecht, 1 ноября 1989, Филадельфия, Пенсильвания, США) — американская хоккеистка (хоккей на траве), полузащитник. Участница летних Олимпийских игр 2012 и 2016 годов, серебряный призёр Панамериканского чемпионата 2009 года, двукратная чемпионка Панамериканских игр 2011 и 2015 годов.

## Биография
Кати Райнпрехт родилась 1 ноября 1989 года в американском городе Филадельфия.
В 2008 году окончила среднюю школу академии Маунт Сент-Джозеф. Училась в Принстонском университете, выступала за его команду по хоккею на траве «Принстон Тайгерз». В его составе выиграла чемпионат Национальной ассоциации студенческого спорта.
В 2009 году в составе женской сборной США стала серебряным призёром Панамериканского чемпионата в Гамильтоне.
В 2013 году удостоена премии Honda Sport Awards за достижения в студенческом хоккее на траве.
В 2012 году вошла в состав женской сборной США по хоккею на траве на летних Олимпийских играх в Лондоне, занявшей 12-е место. Играла на позиции полузащитника, провела 6 матчей, мячей не забивала.
В 2016 году вошла в состав женской сборной США по хоккею на траве на летних Олимпийских играх в Рио-де-Жанейро, занявшей 5-е место. Играла на позиции полузащитника, провела 6 матчей, забила 2 мяча (по одному в ворота сборных Аргентины и Японии).
Дважды выигрывала золотые медали хоккейных турниров Панамериканских игр — в 2011 году в Гвадалахаре и в 2015 году в Торонто.

## Семья
Младшая сестра Джулия Райнпрехт (род. 1991) также выступает за женскую сборную США по хоккею на траве, в 2012 и 2016 годах участвовала в летних Олимпийских играх.